# Alain le Noir (mort en 1098)
Pour les articles homonymes, voir Alain le Noir.
Alain le Noir (Alanus Niger en latin, Alan the Black en anglais) est un seigneur anglo-normand d'origine bretonne mort en 1098. Fils cadet du comte Éon Ier de Penthièvre, il est seigneur de l'honneur de Richmond de 1093 jusqu'à sa mort.

## Biographie
Alain est le fils cadet du comte de Penthièvre Éon Ier. Il succéde à son frère aîné Alain le Roux (« Alan Rufus ») comme seigneur de Richmond. Il n'existe aucune trace de sa présence en Angleterre avant 1093. 
Alain entretient une liaison ou est marié avec Gunnhild, fille du roi Harold Godwinson. Religieuse à l'abbaye de Wilton, Gunnhild s'est auparavant enfuie de son couvent avec Alain le Roux. Des documents contemporains attestent qu'elle vit avec Alain le Noir après la mort de son frère aîné. Avant cela, aucune trace d'épouse d'Alain n'est attestée et on ne lui connaît aucun enfant. Son frère cadet Étienne, comte de Tréguier, lui succède à Richmond.